# Sammy Ofer

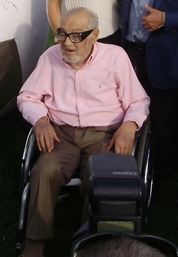
Sammy Ofer, 2010

Sammy Ofer (hebräisch סמי עופר‎; * 22. Februar 1922 in Rumänien als Shmuel Hershkovitz; † 3. Juni 2011 in Tel Aviv-Jaffa) war ein israelischer Unternehmer, Philanthrop und Kunstliebhaber. Mit einem Vermögen von ca. 6,5 Milliarden US-Dollar (Stand: August 2010) ist seine Familie die derzeit reichste Israels.

## Leben
Nachdem er mit seiner Familie 1924 aus Rumänien in das Britische Mandatsgebiet Palästina ausgewandert war, wuchs er in Haifa auf, besuchte dort die Volksschule und arbeitete als Bote in einer Reederei.
Nach Beginn des Zweiten Weltkriegs trat er in die Royal Navy ein. Nach der Unabhängigkeitserklärung Israels diente er während des Ersten Arabisch-Israelischen Krieges 1948 in der Israelischen Marine. Nach Beendigung seines Militärdienstes wurde er Spediteur; im Jahre 1950 kaufte er sein erstes eigenes Schiff, gründete zusammen mit seinem Bruder Yuli Ofer eine Reederei und erweiterte in den folgenden Jahren die Ofer Brothers Group zu einem Mischkonzern mit verschiedenen Geschäftsbereichen.

## Wohltätigkeit
Eine beabsichtigte Spende in Höhe von 20 Mio. US-Dollar an das Tel Aviv Museum of Art zog Ofer zurück, nachdem andere Spender ihren Unmut darüber geäußert hatten, dass das Museum plante, sich nach ihm umzubenennen. Er und seine Frau Aviva schalteten in der Folge eine Anzeige in einer israelischen Zeitung, die den Rückzug der Spende bekanntgab und die Überschrift trug „Entschuldigen Sie, dass ich spenden wollte“.
In Haifa entstand von 2009 bis 2014, als größte Sportstätte der Stadt, das Sammy-Ofer-Stadion (Sammy Ofer Stadium, auch Haifa International Stadium). Durch seine Spende von 20 Millionen britischen Pfund an das National Maritime Museum in London im Jahr 2008 ermöglichte Sammy Ofer den Bau eines neuen Flügels, des Sammy-Ofer-Wing, der 2011 eröffnet wurde. In Anerkennung seiner Verdienste um das maritime Erbe des Vereinigten Königreiches wurde er am 10. November 2008 als Knight Commander des Order of the British Empire geehrt.

## Privates
Sammy Ofer lebte lange in Monte Carlo (Monaco), war verheiratet und hat zwei Söhne, Eyal Ofer und Idan Ofer. Von 2009 bis zu seinem Tod lebte er wieder in Israel.